# Jógvan á Lakjuni
Jógvan á Lakjuni (13. november 1952 i Fuglafjørður) er en færøsk lærer og politiker (Fólkaflokkurin).
Han arbejdede som sømand 1969–1972 og lærer i folkeskolen 1977–1989. Siden 1989 har han undervist ved Føroya Handilsskúli i Kambsdalur. Han fik lærereksamen fra Føroya Læraraskúli i 1977 og har desuden taget diverse kurser ved Fróðskaparsetur Føroya (Færøernes Universitet).

## Karriere som politiker
Han mødte i Lagtinget i kortere og længere perioder som suppleant 1989–1996 og har været ordinært medlem siden 1998. Han har også været suppleant i Lagtingets delegation til Nordisk Råd og medlem af delegationen til Vestnordisk Råd. Han var formand for Vestnordisk Råd 2002–2003.
Jógvan á Lakjuni var kulturminister i Jóannes Eidesgaards første regering 2004–2008 og bragte derved stabilitet til denne post, som havde været præget af hyppige udskiftninger i en årrække. Han mødte imidlertid modstand fra Fólkakirkjan, fordi han er tilhænger af Brøðrasamkoman, og udnævnelsen blev karakteriseret som en provokation af biskop Hans Jacob Joensen. Udnævnelsen var ikke lovstridig, og Jógvan á Lakjuni blev siddende med ansvaret for kirkesager i tillæg til undervisnings-, forsknings- og øvrige kultursager. Han var lagtingsformand fra 2011-2015. Ved lagtingsvalgene i 2015 og 2019 blev han genvalgt. Jógvan á Lakjuni blev valgt til lagtingsformand et par uger efter lagtingsvalget 2019.

### Lagtingsudvalg
- 2008–2011 næstformand for Kulturudvalget
- 2002–2004 medlem af Udenrigsudvalget
- 2000–2002 formand for Kulturudvalget
- 1998–2002 medlem af Erhvervsudvalget
- 1998–2000 medlem af Kulturudvalget

## Karriere som musiker
Jógvan á Lakjuni er også aktiv i færøsk musikliv, mest indenfor Brøðrasamkoman (Brødremenigheden). Han var blandt andet vokalist i bandet Bros i 1980'erne. Bandet var aktivt igen i 2013 i forbindelse med, at den 11-årige Maria á Lakjuni udgav et album, Vøkur er verðin. Jógvan á Lakjuni spiller også flygel og har komponeret melodier til flere digte, som bl.a. Hans Andrias Djurhuus har skrevet. Han har været korleder for et børnekor fra Fuglafjord Skole og Fuglafjarðar Gentukór (Fuglefjord Pigekor).

### Diskografi
- 2012 - Gakk tú tryggur - Sammen med sønnen Bárður á Lakjuni[4]

### Med Bros
- 1986 - Heima, kassettebånd